# Sungai Itik
Sungai Itik is een bestuurslaag in het regentschap Tanjung Jabung Timur van de provincie Jambi, Indonesië. Sungai Itik telt 2033 inwoners (volkstelling 2010).